# Courgenard
Courgenard település Franciaországban, Sarthe megyében. Lakosainak száma 460 fő (2022. január 1.). Courgenard Gréez-sur-Roc, Saint-Jean-des-Échelles, Cormes és Théligny községekkel határos.

## Népesség
A település népességének változása:
| Lakosok száma | 479  | 494  | 506  | 495  | 496  | 490  | 482  | 471  | 460  |
|               | 2013 | 2015 | 2016 | 2017 | 2018 | 2019 | 2020 | 2021 | 2022 |